# Osceola (Nowy Jork)
Osceola – miasto w Stanach Zjednoczonych, w stanie Nowy Jork, w hrabstwie Lewis.